# 1991 a vasúti közlekedésben
Ez a szócikk a 1991-ben történt vasúti eseményeket mutatja be.

## Események a világban
- Az év végével megszűnik az egykori keleti blokk országai között közlekedő nemzetközi gyorsvonat-hálózat, az Interexpress. Utódja az EuroCity lett.

## Események Magyarországon
- Február 1. - Nyolcvan százalékkal drágul a vasúti személyszállítási menetjegy ára. Megszűnik a személyvonat és a gyorsvonat közötti menetjegyár-különbség.[1]